# Saab 9-1
O Saab 9-1 foi um modelo de entrada proposto em Fevereiro de 2010 pela Saab, que seria adicionado ao portfólio da marca a partir de 2014 sob então propriedade da Spyker.
O modelo foi pensado para ser desenvolvido em conjunto com outra marca, provavelmente de origem europeia. Apesar do seu design ser pouco conhecido, aqueles que o viram relatam que ele tem um formato de teto semelhante ao do Saab 92, e a porção frontal semelhante ao do Saab 9-5.
Especulações em Agosto de 2009 sugeriam que esse modelo da Saab seria baseado no conceito Saab 9-X Biohybrid, apresentado no Salão de Genebra de 2008, e visava competir com BMW Série 1, Volvo C30, Mercedes-Benz Classe B, Mini Cooper e Audi A3.